# Detective Conan
Detective Conan (яп. 名探偵コナン Мэйтантэй Конан, рус. «Детектив Конан») — японская детективная манга, написанная и проиллюстрированная Госё Аоямой. С 19 января 1994 года манга публикуется в журнале Weekly Shōnen Sunday издательства Shogakukan и была объединена в 105 танкобонов (по состоянию на апрель 2024 года). Для того чтобы избежать возможных проблем с авторскими правами, в англоязычных странах серия вышла под названием Case Closed («Дело Закрыто»). Сюжет повествует о приключениях молодого детектива Синъити Кудо, который, будучи отравленным, случайно превратился в ребёнка.
С момента публикации по мотивам манги было создано большое количество других произведений. Детективное аниме начало транслироваться 8 января 1996 года по телеканалам Yomiuri Telecasting Corporation и TMS Entertainment, его выпуск продолжается по сей день. На основе манги были созданы также две OVA-серии, 23 анимационных фильма, 3 драмы и игровой телесериал, множество компьютерных игр и сопутствующих товаров. Двухчасовой фильм Lupin the 3rd vs. Detective Conan, пересекающийся с аниме-сериалом Lupin III, вышел 27 марта 2009 года.
В 2003 году компания Funimation Entertainment лицензировала аниме-сериал под названием Case Closed; персонажам были даны американизированные имена. Премьера аниме состоялась на телеканале Cartoon Network по программному блоку Adult Swim. Впоследствии показ сериала был прекращён из-за низких рейтингов. С марта 2013 года Funimation начала цифровое распространение лицензированных ей серий аниме. Первые шесть фильмов вышли в Северной Америке в формате DVD. Позднее компанией Viz Media была лицензирована оригинальная манга для публикации на английском языке. В переводе были сохранены названия и имена от Funimation.
В Японии было продано более 120 млн экземпляров манги. В 2001 году манга завоевала 46-ю премию манги Shogakukan в категории сёнэн. Аниме было позитивно оценено прессой и занимало места в двадцатке ежегодного гран-при журнала Animage в период между 1996 и 2001 годами. Согласно рейтингу аниме на японском телевидении, сериал Detective Conan часто занимал место в первой шестёрке. И манга, и аниме удостоились положительных откликов критиков за сюжетную линию и детективные дела. Многие фильмы этой серии были номинированы на награду Японской Академии.
Как отмечается в рецензии ANN, главный герой данного произведения похож не столько на Шерлока Холмса, сколько на Лероя Брауна из серии книг «Encyclopedia Brown». И хотя в сериале слабые музыка и анимация, это лишь усиливает удовольствие от процесса расследования. Анимация страдает теми же проблемами что оригинальные DVD «Евангелиона» — камера может немного дёргаться между кадрами. Тем не менее, это не настолько критично, чтобы побеспокоить привычных к старому аниме людей. Как отмечает рецензент, большинство поклонников этой серии смотрит «Детектива Конана» не ради захватывающей графики, а ради того что бы проверить свои способности в разрешении загадок.

## Сюжет
Увлекающийся детективными историями поклонник Шерлока Холмса 17-летний Синъити Кудо помогает полиции в разрешении дел. Во время расследования он попадает в западню — члены Чёрной организации заставляют его проглотить пилюлю APTX 4869 в надежде убить без признаков насилия. Однако в результате редкого побочного эффекта Синъити превращается в семилетнего мальчика. Его близкий друг, учёный-изобретатель, профессор Агаса, не может вернуть его в прежнее состояние. Кудо скрывает свою истинную сущность, взяв псевдоним «Эдогава Конан», и начинает расследование дел Чёрной организации. Сихо Мияно, член Чёрной организации и создатель яда APTX 4869, после смерти сестры пытается покинуть синдикат, но попадает в плен. Пытаясь покончить жизнь самоубийством, она глотает пилюлю и так же, как и Кудо, превращается в ребёнка. Ей удаётся сбежать, а позднее она поступает в ту же школу, где учится Конан. Сталкиваясь с Чёрной организацией, Конан помогает агенту ЦРУ Хидэми Хондо по прозвищу Кир (яп. キール Ки:ру), которая работает в организации под прикрытием.
В 2007 году автор манги Аояма намекнул на планируемое завершение произведения, однако в тот момент не выразил намерения завершать её.

## Персонажи
В манге и аниме «Детектив Конан» принимают участие множество персонажей. Некоторые из них, как, например, Синъити Кудо или Чёрная организация, имеют прямое отношение к развитию сюжета. Другие, например, подруга Мори Ран Судзуки Соноко или молодой детектив Хэйдзи Хаттори, являются второстепенными. В манге/аниме присутствуют также персонажи из других манг Аоямы Госё (Кайто Кид и Яйба в маске).
Синъити Кудо (яп. 工藤 新一 Кудо Синъити), также Конан Эдогава (яп. 江戸川 コナン Эдогава Конан) — главный герой, детектив-старшеклассник. Был атакован членами Чёрной организации, которые заставили его выпить новый наркотик. «Апотоксин 4869» должен был убить его, но вместо этого превратил в семилетнего мальчика. Он решает скрыть свою настоящую личность и взять псевдоним «Конан Эдогава», образованный от имён Артур Конан-Дойла и Эдогавы Рампо. В результате сложившихся обстоятельств в виде ребёнка начал жить вместе с подругой детства Ран Мори и участвовать в расследованиях её отца, частного детектива Когоро Мори.
Сэйю: Каппэй Ямагути (Кудо Синъити), Минами Такаяма (Эдогава Конан)
Ран Мори (яп. 毛利 蘭 Мо:ри Ран) — 17-летняя подруга детства Синъити, тайно в него влюблена. Чемпионка по карате. Не знает о настоящей личности Конана, хотя временами подозревает его, но Синъити удаётся сбить её с толку.
Сэйю: Ямадзаки Вакана
Когоро Мори (яп. 毛利 小五郎 Мо:ри Когоро:) — бывший полицейский, а теперь частный детектив. Отец Ран, живёт вместе с ней после развода со своей женой, адвокатом Кисаки Эри. С помощью транквилизатора Конан постоянно погружает Когоро в сон и при помощи изменения голоса раскрывает за него преступления. Из-за этого Когоро стал известным детективом и получил прозвище «Спящий Когоро». Другое прозвище — «Синигами» — он получил за то, что всегда оказывается на месте убийства. Иногда по подсказкам Конана ему удаётся самому раскрыть преступление. Является страстным игроком в азартные игры, например, в скачки и маджонг. Является также большим поклонником актрисы Ёко Окино. Превосходно владеет дзюдо.
Сэйю: Акира Камия (1996—2009), Рикия Кояма (с 2009)

## Издания

### Манга
Замысел создания манги Detective Conan возник в 1994 году, во время расцвета детективного жанра в японских комиксах, и был связан с публикацией серии Kindaichi Case Files. В качестве источников вдохновения для своей работы автор указал истории об Арсене Люпене, Шерлоке Холмсе и самурайские фильмы режиссёра Акиры Куросавы. Аояма рассказывал, что тратил около четырёх часов на проработку каждого дела в манге, тогда как создание более комплексной истории могло занять до 12-ти часов. Каждое дело включает в себя несколько глав, в конце каждого дела персонажи подробно разъясняют детали своих решений; в 2007 году была запущена база данных, включающая в себя все дела, фигурирующие в манге. Работая над сценарием, Аояма старался придерживаться простого языка изложения, чтобы читатели лучше поняли сюжет.
По состоянию на 2023 год Detective Conan занимает 24-е место в списке наиболее продолжительных произведений, всего было издано более 1100 глав. Отдельные главы были объединены в танкобоны издательством Shogakukan. Первый том вышел в свет 18 июня 1994 года; По состоянию на 2023 год издано более 103 томов. Помощники Госё Аоямы написали и опубликовали 43 дополнительных тома, являющихся сюжетными ответвлениями.
Манга была лицензирована для публикации во многих странах мира, среди которых Китай, Франция, Германия, Индонезия и Финляндия. В США выпуском манги занималась компания Viz Media, приобретшая лицензию 1 июня 2004 года. Компания сохранила переведённые имена и названия (в том числе и заглавие Case Closed), которые использовались Funimation Entertainment в дубляже аниме. Первый том на английском языке от Viz Media был опубликован 7 сентября 2004 года, в настоящее время выпуск продолжается. Victor Gollancz Ltd занималась распространением манги, в которой был сохранён перевод североамериканских компаний, на территории Великобритании.

### Аниме
Аниме-версия Detective Conan была создана компаниями Yomiuri Telecasting Corporation и TMS Entertainment. Режиссёрами выступили Кэндзи Кодама и Ясуитиро Ямамото; продолжительность каждой серии составила 25 минут. С момента премьеры сериала, состоявшейся 8 января 1996 года, в Японии было продемонстрировано более 1096 серий, что сделано аниме одним из наиболее продолжительных. Первоначально выпуском серий на видеокассетах формата VHS занималась компания Shogakukan; выпуск проходил с июня 1996 года по октябрь 2006 года. Всего вышло 426 серий, после чего Shogakukan прекратила поддержку данного формата и перешла на DVD, начав новый выпуск с первой серии. К 15-й годовщине серии аниме стало доступно по системе video on demand.

#### Case Closed
В 2003 году первые 104 серии основного сериала были лицензированы Funimation Entertainment для дистрибуции в Северной Америке. По правовым соображениям название аниме было заменено на Case Closed. . Премьера аниме Case Closed стартовала 24 мая 2004 года на телеканале Cartoon Network в рамках программного блока Adult Swim; по причине низких рейтингов было показано всего 50 серий. 22 серии были показаны по канадскому телеканалу YTV в период с 7 апреля по 2 сентября 2006 года, однако затем показ также был прекращён. В ноябре 2005 года сериал был запущен в показ по кабельному каналу Funimation Channel, а также на Colours TV в период его синдикации с Funimation.
Funimation начала выпуск DVD-дисков с дублированным сериалом 24 августа 2004 года. Первоначально релизы были разделены на сезоны; к 2009 году вышло 130 серий. Позднее сезонные упаковки были заменены на издания Viridian edition. Цифровое распространение аниме Case Closed было начато Funimation в марте 2013 года.

#### По всему миру
Сериал Detective Conan был позднее показан в США по кабельному телеканалу TV Japan Detective Conan был издан также и на других языках
Премьера аниме в переводе на английский язык от Animax Asia на Филиппинах состоялась 18 января 2006 года; сериалу было дано изначальное название Detective Conan. По причине того, что Animax не смогла приобрести права на трансляцию всего сериала, её версия составила всего 52 серии. Периодически сериал транслировался до 7 августа 2006 года, а затем был снят с показа.

### Фильмы
По состоянию на 2024 год всего было выпущено 27 фильмов основной серии Detective Conan и четыре спин-офф полнометражки. Они создавались компанией TMS Entertainment при поддержке Yomiuri Telecasting Corporation, Nippon Television, ShoPro, и Toho. Первые семь фильмов были сняты режиссёром Кэндзи Кодамой, режиссёром фильмов с восьмого по пятнадцатый выступил Ясуитиро Ямамото, а 16-го и 17-го — Кобун Сидзуно. Фильмы выходили в свет в апреле каждого года, начиная с 1997, когда был выпущен первый фильм под названием Detective Conan: The Time Bombed Skyscraper. Аниме-фильмы часто попадали в двадцатку наиболее кассовых проектов в Японии. Доходы, полученные от их показов, пошли на финансирование других проектов компании Toho. По мотивам каждого фильма был создан кинокомикс.
Funimation Entertainment выпустила дублированные на английский версии первых шести фильмов в период с 3 октября 2006 года по 16 февраля 2010 года.
| #  | Название | Дата выхода          | Сборы в Японии (в млн иен) |
| -- | --- | -------------------- | -------------------------- |
| 1  | The Time Bombed Skyscraper (яп. 時計じかけの摩天楼 Токэй дзикакэ но матэнро:, Tokei Jikake no Matenrou, «Заминированный небоскрёб»)                                        | 19 апреля 1997 года  | 1100¥                      |
| 2  | The Fourteenth Target (яп. 14番目の標的(ターゲット) Дзю:ёнбаммэ но таргэто, Jyuuyonbanme no Target, «Четырнадцатая жертва»)                                                | 18 апреля 1998 года  | 1850¥                      |
| 3  | The Last Magician of the Century (яп. 世紀末の魔術師 Seiki Matsu no Majutsushi, «Последний волшебник века»)                                                                | 17 апреля 1999 года  | 2600¥                      |
| 4  | Captured In Her Eyes (яп. 瞳の中の暗殺者 Hitomi no Naka no Ansatsusha, «Потерянное в памяти»)                                                                              | 22 апреля 2000 года  | 2500¥                      |
| 5  | Countdown To Heaven (яп. 天国へのカウントダウン Tengoku no Countdown, «Отсчёт до небес»)                                                                                   | 21 апреля 2001 года  | 2900¥                      |
| 6  | The Phantom of Baker Street (яп. ベイカー街の亡霊 Baker Street no Bourei, «Призрак с Бейкер-Стрит»)                                                                        | 20 апреля 2002 года  | 3400¥                      |
| 7  | Crossroad in the Ancient Capital (яп. 迷宮の十字路 Meikyuu no Crossroad, «На перекрёстках древней столицы»)                                                                | 19 апреля 2003 года  | 3200¥                      |
| 8  | Magician of the Silver Sky (яп. 銀翼の奇術師 Ginyoku no Kijutsushi, «Волшебник серебряного неба»)                                                                          | 17 апреля 2004 года  | 2800¥                      |
| 9  | Strategy Above the Depthst (яп. 水平線上の陰謀 Suiheisenjyou no Sutorateeji, «Стратегия над бездной»)                                                                      | 9 апреля 2005 года   | 2150¥                      |
| 10 | The Private Eyes' Requiem (яп. 探偵たちの鎮魂歌(レクイエム) Tantei-tachi no Requiem, «Реквием детективов»)                                                                 | 15 апреля 2006 года  | 3030¥                      |
| 11 | Jolly Roger in the Deep Azure (яп. 紺碧の棺(ジョリー・ロジャー) Konpeki no Jolly Roger, «Весёлый Роджер в глубокой лазури»)                                                | 21 апреля 2007 года  | 2530¥                      |
| 12 | Full Score of Fear (яп. 戦慄の楽譜(フルスコア) Senritsu no Gakufu [Full Score], «Партитура, вызывающая трепет»)                                                            | 19 апреля 2008 года  | 2420¥                      |
| 13 | The Raven Chasert (яп. 漆黒の追跡者(チェイサー) Shikkoku no Chaser, «Охота на ворона»)                                                                                     | 18 апреля 2009 года  | 3500¥                      |
| 14 | The Lost Ship in the Sky (яп. 天空の難破船 Tenkuu no Rosuto Shippu, «Потерянный корабль в небе»)                                                                           | 17 апреля 2010 года  | 3200¥                      |
| 15 | Quarter of Silence (яп. 沈黙の15分 Chinmoku no Quarter, «Квартал молчания»)                                                                                                | 16 апреля 2011 года  | 3150¥                      |
| 16 | The Eleventh Striker (яп. 11人目のストライカー Nin-me no Striker, «Одиннадцатый нападающий»)                                                                               | 14 апреля 2012 года  | 3290¥                      |
| 17 | Private Eye in the Distant Sea (яп. ・絶海の探偵 Sekkai no Private Eye, «Частный сыщик в далёком море»)                                                                    | 20 апреля 2013 года  | 3630¥                      |
| *  | Lupin III vs. Detective Conan: The Movie (яп. ルパン三世vs.名探偵コナン THE MOVIE Rupan Sansei vs. Meitantei Conan: The Movie, «Люпен III против детектива Конана. Фильм») | 7 декабря 2013 года  | 4260¥                      |
| 18 | The Sniper from Another Dimension (яп. 異次元の狙撃手（スナイパー） Ijigen no Sniper, «Снайпер из другого измерения»)                                                      | 19 апреля 2014 года  | 4110¥                      |
| 19 | The Hellfire Sunflowers (яп. 業火の向日葵 Gouka no Himawari, «Подсолнухи из адского пламени»)                                                                              | 18 апреля 2015 года  | 4480¥                      |
| 20 | The Darkest Nightmare (яп. 純黒の悪夢（ナイトメア） Junkoku no Nightmare, «Худший из кошмаров»)                                                                            | 16 апреля 2016 года  | 6330¥                      |
| 21 | The Crimson Love Letter (яп. から紅の恋歌 Karakurenai no Love Letter, «Тёмно-алое любовное письмо»)                                                                        | 15 апреля 2017 года  | 6890¥                      |
| 22 | Zero The Enforcer (яп. ゼロの執行人 Zero no Shikkounin, «Исполнитель Зеро»)                                                                                                | 13 апреля 2018 года  | 9180¥                      |
| 23 | The Fist of Blue Sapphire (яп. 紺青の拳（フィスト） Konjou no Fist, «Кулак голубого сапфира»)                                                                              | 12 апреля 2019 года  | 9370¥                      |
| *  | The Scarlet Alibi (яп. 緋色の不在証明 Hiiro no Fuzai Shōmei, «Алое алиби»)                                                                                                 | 11 февраля 2021 года | 1240¥                      |
| 24 | The Scarlet Bullet (яп. 緋色の弾丸 Hiiro no Dangan, «Алая пуля») | 16 апреля 2021 года  | 7650¥                      |
| 25 | The Bride of Halloween (яп. ハロウィンの花嫁 Halloween no Hanayome, «Хэллоуинская невеста»)                                                                                | 15 апреля 2022 года  | 9780¥                      |
| 26 | Black Iron Submarine (яп. 黒鉄の魚影 Kurogane no Sabumarin, «Железная подводная лодка»)                                                                                    | 14 апреля 2023 года  | 13032¥                     |
| 27 | The Million-dollar Pentagram (яп. 100万ドルの五稜星 Hyakuman Doru no Michishirube, «Пентаграмма на миллион долларов»)                                                      | 12 апреля 2024 года  | 15200¥                     |

##### Фильмы D & D Pictures
| # | Дата показа | Оригинальное название                         | Английское название       | Русское название                       | Длительность | Ссылки  |
| - | ----------- | --------------------------------------------- | ------------------------- | -------------------------------------- | ------------ | ------- |
| 1 | 2012 год    | ～星影の魔術師～ (Hoshikage no Majutsushi)    | The Magician of Starlight | Волшебник звёздного света              | 25 минут     | D&D MAL |
| 2 | 2020 год    | 灼熱の銀河鉄道 (Shakunetsu no Ginga Tetsudou) | The Magician of Starlight | Пылающая галактическая железная дорога | 30 минут     | TEC MAL |

##### 3D IMAX
Фильмы показаны только в музее искусств Сантори в Осаке.
| # | Дата показа       | Оригинальное название                                                        | Английское название              | Русское название                           | Длительность | Ссылки    |
| - | ----------------- | ---------------------------------------------------------------------------- | -------------------------------- | ------------------------------------------ | ------------ | --------- |
| 1 | 29 июля 2005 года | コナンvsキッド SHARK & JEWEL (Conan vs. Kid — Shark & Jewel)                 | Conan vs. Kid — Shark & Jewel    | Конан против Кида — Акула и сокровище      | 16 минут     | AniDB ANN |
| 2 | 28 июля 2006 года | コナンvsキッド 漆黒の狙撃者(スナイパー) (Conan vs. Kid — Shikkoku no Sniper) | Conan vs. Kid — Jet Black Sniper | Конан против Кида — Угольно-чёрный снайпер | 16 минут     | AniDB     |

### OVA
Два OVA-сериала были созданы усилиями TMS Entertainment, Nippon Television и Yomiuri Telecasting Corporation. OVA Shōnen Sunday Original Animation доставлялась по почте подписчикам журнала Weekly Shōnen Sunday. Первая её серия шла в комплекте с 26-м номером Weekly Shōnen Sunday 2000 года. К 2011 году вышло уже 11 серий. Первые 9 серий были позднее объединены в 4 DVD-сборника под общим названием Secret Files и выпускались с 24 марта 2006 года по 9 апреля 2010 года. Второй OVA-сериал под заглавием Magic File впервые был опубликован 11 апреля 2007 года; он содержит 4 серии. Сюжет сериала был связан с анимационными фильмами, созданными ранее.
| №  | Год  | Японское название                                                                                          | Английское название                                                 | Русское название                                                 |
| -- | ---- | --- | ------------------------------------------------------------------- | ---------------------------------------------------------------- |
| 1  | 2001 | Conan VS KID VS YAIBA                                                                                      | Conan VS KID VS Yaiba                                               | Конан против Кида против Яйбы                                    |
| 2  | 2002 | １６人の容疑者!? (16 Nin no Yougisha)                                                                      | 16 Suspects                                                         | 16 подозреваемых                                                 |
| 3  | 2003 | コナンと平次と消えた少年 (Conan to Heiji to Kieta Shounen)                                                 | Conan and Heiji and the Vanished Boy                                | Конан, Хэйдзи и исчезнувший мальчик                              |
| 4  | 2004 | コナンとキッドとクリスタルマザー (Conan to Kid to Crystal Mother)                                          | Conan and Kid and Crystal Mother                                    | Конан, Кид и Кристал Мазер!                                      |
| 5  | 2005 | 標的は小五郎!!少年探偵団マル秘調査 (Hyouteki wa Kogoro! Shounen Tanteidan Maruchichousa)                   | The Target is Kogoro! The Detective Boys` Secret Investigation      | Цель — Когоро!!! Тайный доклад Молодых Детективов!               |
| 6  | 2006 | 消えたダイヤを追え！コナン・平次ｖｓキッド！ (Kieta Daiya wo Oe! Conan & Heiji VS Kid!)                    | Pursuit of the Vanished Diamond! Conan, Heiji vs Kid                | В погоне за исчезнувшим бриллиантом! Конан и Хэйдзи против Кида! |
| 7  | 2007 | 阿笠からの挑戦状！阿笠vsコナン&少年探偵団 (Agasa-sensei no Chousenjou! Agasa vs Conan & Shounen Tanteidan) | A Written Challenge from Agasa! Agasa vs Conan & the Detective Boys | Вызов от Агасы! Агаса против Конана и Молодых Детективов!        |
| 8  | 2008 | 女子高生探偵 鈴木園子の事件簿 (Joshi Kōsein Tantei Suzuki Sonoko no Jikenbo)                               | High School Girl Detective Sonoko Suzuki’s Case Files               | Архив Судзуки Соноко, детектива-старшеклассницы!                 |
| 9  | 2009 | 10年後の異邦人 (10nen go no i Hōjin)                                                                       | Stranger in 10 Years                                                | Незнакомец через 10 лет!                                         |
| 10 | 2010 | Kid in Trap Island                                                                                         | Kid in Trap Island                                                  | Кид на острове ловушек!                                          |
| 11 | 2011 | ロンドンからの秘指令 (London kara no Maru Hi Shirei)                                                       | A Secret Order From London                                          | Секретный приказ из Лондона!                                     |
| 12 | 2012 | えくすかりばあの奇跡 (The Miracle of Excalibur)                                                            | The Miracle of Excalibur                                            | Чудо Экскалибура                                                 |

##### Другие OVA
| Год                 | Японское название | Английское название                                                                              | Русское название                                                |
| ------------------- | --- | ------------------------------------------------------------------------------------------------ | --------------------------------------------------------------- |
| 26 июня 1998 года   | 名探偵コナン 不思議実験やってみよう! (Meitantei Conan: Fushigi Jikken Yatte Miyou!)                                                           | Detective Conan: Let’s Try a Curious Experiment!                                                 | Детектив Конан: Давайте проведём любопытный эксперимент!        |
| 25 июня 1999 года   | 名探偵コナン 縄文体験やってみよう! (Meitantei Conan: Jomon Taiken Yatte Miyou!)                                                               | Detective Conan: Let’s Experience the Jomon Period!                                              | Детектив Конан: Используя опыт работы периода Дзёмон!           |
| 23 июня 2000 года   | 名探偵コナン インターネット謎のメール事件 (Meitantei Conan: Internet Nazo no Mail Jiken)                                                      | Detective Conan: The Internet — The Mysterious E-mail Case                                       | Детектив Конан: Интернет — Таинственное дело электронной почты  |
| 22 июня 2001 года   | 名探偵コナン ピラミッドからの挑戦状! (Meitantei Conan: Piramid kara no Chousenjou!)                                                           | Detective Conan: A Written Challenge from the Pyramids!                                          | Детектив Конан: Письменный вызов от пирамид!                    |
| 9 ноября 2001 года  | 名探偵コナン 謎のすい星怪獣を追え! (Meitantei Conan: Nazo no Suisei Kaijuu wo Oe!)                                                            | Detective Conan: Chase the Mysterious Comet Monster!                                             | Детектив Конан: Преследуя таинственного монстра с кометы!       |
| 20 июня 2002 года   | 名探偵コナン 町探検！ 動物マークをゲットせよ！ (Meitantei Conan: Machi Tanken! Doubutsu Mark wo Get Seyo!)                                    | Detective Conan: City Exploration! Get the Animal Mark!                                          | Детектив Конан: Исследование города — Отыскать клеймо животного |
| 2006 года           | 名探偵コナン 防犯ガイド (Meitantei Conan: Bouhan Guide)                                                                                       | Detective Conan: Anti-Crime Guide                                                                | Детектив Конан: Руководство по борьбе с преступностью           |
| 11 апреля 2007 года | 名探偵コナンMagic File (Meitantei Conan Magic File)                                                                                           | Detective Conan Magic File                                                                       |                                                                 |
| 19 апреля 2008 года | 名探偵コナンMagic File 2 ～工藤新一 謎の壁と黒ラブ事件～ (Meitantei Conan Magic File 2: Kudou Shin’ichi Nazo no Kabe to Kuro Lab Jiken)       | Detective Conan Magic File 2: Kudou Shinichi — The Case of the Mysterious Wall and the Black Lab | Детектив Конан: Дело о таинственной стене и чёрном лабрадоре    |
| 18 апреля 2009 года | 名探偵コナン Magic File 3 新一と蘭 麻雀牌と七夕の思い出 (Meitantei Conan Magic File 3: Shinichi to Ran Mahjong Pai to Tanabata no Omoide)     | Detective Conan Magic File 3: Shinichi and Ran — Memories of Mahjong Tiles and Tanabata          | Детектив Конан: Дело о Синъити и Ран — Воспоминания Танабаты    |
| 17 апреля 2010 года | 名探偵コナンMAGIC FILE 4 ～大阪お好み焼きオデッセイ～ (Meitantei Conan: Osaka Okonomiyaki Odyssey)                                            | Detective Conan Magic File 4: Osaka Okonomiyaki Odyssey                                          | Детектив Конан: Дело о блинной одиссее в Осаке                  |
| 16 апреля 2011 года | 名探偵コナン MAGIC FILE 2011 ～新潟～東京 おみやげ狂騒曲（カプリチオ）～ (Meitantei Conan Magic File 2011: Niigata — Tokyo Omiyage Capriccio) | Detective Conan Magic File 5: Niigata — Tokyo Omiyage Capriccio                                  | Детектив Конан: Дело о сувенирной лихорадке                     |
| 14 апреля 2012 года | 名探偵コナン BONUS FILE ファンタジスタの花 (Meitantei Conan Bonus File: Fantasista no Hana)                                                   | Detective Conan Bonus File: Fantasista Flower                                                    | Детектив Конан: Дело о волшебном цветке                         |

#### ONA
| Год      | Японское название    | Английское название        | Русское название        | Эпизоды | Ссылки |
| -------- | -------------------- | -------------------------- | ----------------------- | ------- | ------ |
| 2011 год | 名探偵コナン vs Wooo | Detective Conan vs. Wooo   | Детектив Конан vs. Вууу | 2       | AniDB  |
| 2014 год | 逃亡者・毛利小五郎   | The Fugitive Kogorou Mouri | Беглец Когоро Мори      | 1       | AniDB  |

### Специальные выпуски
| # | Название | Дата выхода          | Кол-во серий |
| --- | --- | -------------------- | ------------ |
| 1 | Shounen Sunday CM: Detective Conan (яп. CM 小学館 少年サンデー「名探偵コナン」編, «Реклама Shounen Sunday: Детектив Конан») | 1995 год             | 1            |
| Реклама журнала. | |                      |              |
| 2 | Gosho Aoyama’s Collection of Short Stories (яп. 青山剛昌短編集 Aoyama Goushou Tanpen-shuu, «Сборник рассказов Госё Аоямы») | 1999 год             | 7            |
| Экранизация произведений Госё Аоямы. | |                      |              |
| 3 | Detective Conan Movie 08: Time Travel of the Silver Sky (яп. 名探偵コナン 銀翼のタイムトラベル Detective Conan Movie 08: Promo Special, «Детектив Конан: Волшебник серебряного неба — Промо»)                                                         | 30 апреля 1999 года  | 1            |
| Рекламный выпуск к выходу восьмого полнометражного фильма. | |                      |              |
| 4 | Detective Conan Movie 09: Promo Special (яп. 名探偵コナン 水平線上の陰謀 Meitantei Conan: Suihei Senjou no Strategy Recap, «Детектив Конан 09: Стратегия над бездной — Промо спецвыпуск»)                                                             | 2005 год             | 1            |
| Рекламный выпуск к выходу девятого полнометражного фильма. | |                      |              |
| 5 | Detective Conan Movie 10: Promo Special (яп. 名探偵コナン 探偵たちの鎮魂歌[レクイエム] Meitantei Conan: Tantei-tachi no Requiem Recap Special, «Детектив Конан 10: Реквием детективов — Промо спецвыпуск»)                                            | 2006 год             | 1            |
| Рекламный выпуск к выходу десятого полнометражного фильма. | |                      |              |
| 6 | Detective Conan: Black History (яп. 名探偵コナン ブラック ヒストリー 黒の組織と対決の歴史 Meitantei Conan: Kuro no Soshiki to Taiketsu no Rekishi, « Детектив Конан: Тёмная история»)                                                                 | 17 декабря 2005 года | 2            |
| 7 | Lupin III vs. Detective Conan (яп. ルパン三世 vs 名探偵コナン Lupin Sansei vs Meitantei Conan, «Люпен III против детектива Конана») | 27 марта 2009 года   | 1            |
| Кроссовер между Lupin III и Detective Conan. Был создан TMS Entertainment, Nippon Television и Yomiuri Telecasting Corporation, его демонстрация прошла 27 марта 2009 года. Он был анонсирован в 9 номере Weekly Shōnen Sunday в 2009 году. Сюжет выпуска повествует о том, как Кудо расследует смерть королевы Веспании, а тем временем Арсен Люпен III из Lupin III пытается похитить королевскую корону. Рейтинг выпуска на японском домашнем телевидении составил 19,5. Японская компания VAP 24 июля 2009 года выпустила данный фильм[уточнить] в форматах DVD и Blu-ray Disc. На основе этого специального выпуска позже был выпущен полнометражный фильм со схожим названием. | |                      |              |
| 8 | The Disappearance of Conan Edogawa: The Worst Two Days in History (яп. 名探偵コナン 江戸川コナン失踪事件～史上最悪の二日間～ Edogawa Conan Shissou Jiken: Shijou Saiaku no Futsukakan, «Исчезновение Конана Эдогавы: Два самых худших дня в истории») | 26 декабря 2014 года | 1            |
| 9 | Detective Conan: Happy New Year Special (яп. 名探偵コナン 特別編 「謹賀新年 毛利小五郎」 Meitantei Conan Tokubetsu-hen: Kinga Shinnen Mouri Kogorou, «Детектив Конан: С Новым годом»)                                                                 | 3 января 2015 года   | 1            |
| 10 | Detective Conan: Episode One — The Great Detective Turned Small (яп. 名探偵コナン エピソードONE 小さくなった名探偵 Meitantei Conan: Episode One — Chiisaku Natta Meitantei, «Детектив Конан: Первая серия — Уменьшившийся великий детектив»)          | 9 декабря 2016 года  | 1            |
| Ремейк самой первой серии аниме-сериала и первых глав манги. Включает в себя детали произошедшего, которые ранее не появлялись в других выпусках. | |                      |              |
| 11 | Detective Conan: Amuro Secret Call (яп. 名探偵コナン シークレット安室コール, «Детектив Конан: Тайный звонок Амуро») | 3 октября 2018 года  | 1            |
| 12 | Detective Conan: The Bomb Demon That Came From the Picture Book (яп. 名探偵コナン 絵本から飛び出す爆弾魔 Meitantei Conan: Ehon kara Tobidasu Bakudan Ma, «Детектив Конан: Демон бомб, пришедший из книги с картинками»)                               | TBA                  | 2            |

### Видеоигры
Создание видеоигр по мотивам произведения Detective Conan последовало сразу после того, как по его мотивам было снято аниме. 27 декабря 1996 года для консоли Game Boy вышла игра Detective Conan: Chika Yuuenchi Satsujin Jiken. С тех пор вышло ещё 20 игр, последняя из которых, Detective Conan: Kako Kara no Zensōkyoku Prelude, была выпущена весной 2012 года для приставок Nintendo DS и PlayStation Portable. На текущий момент большинство игр издано только на территории Японии, хотя игра Case Closed: The Mirapolis Investigation была локализована компанией Nobilis для PAL-региона. Игры для платформ Game Boy, консолей компании Sony, WonderSwan и Nintendo DS разрабатывались компанией Bandai. Banpresto разрабатывала игры для платформ Game Boy Color и Game Boy Advance, а Marvelous Entertainment создала игру Case Closed: The Mirapolis Investigation.

### Музыка
Созданием музыки к аниме Detective Conan занимался Кацуо Оно. К 2011 году вышло всего 23 CD-диска (7 CD-сборников относятся к аниме-сериалу) с работами Оно; каждый фильм франшизы имеет собственный саундтрек. Также были выпущены два альбома с песнями персонажей, включающие в себя песни в исполнении актёров озвучки. Некоторые песни звучали в исполнении поп-музыкантов: B'z, Zard и Garnet Crow. Издательством данных музыкальных композиций занимались компании Universal Music Group и Being Inc..

### Телевизионная дорама
На сегодняшний день по сериалу Detective Conan компаниями Yomiuri Telecasting Corporation и TMS Entertainment было снято 4 дорамы. Первая серия вышла на экраны 2 октября 2006 года, вторая — 17 декабря 2007 года. Главного героя в них сыграл Сюн Огури, Томока Курокава исполнила роль Мори Ран. Третья и четвёртая серии были продемонстрированы в 2011 и 2012 годах; роли Синъити и Ран исполнили Дзюзпэй Мидзобата и Сиоли Куцуна соответственно. Актёры, сыгравшие роли в дорамах, также приняли участие в съёмках 13-серийного телесериала, показ которого прошёл в период с 7 июля по 29 сентября 2011 года.

#### Фильмы
| # | Дата показа          | Оригинальное название                                                                         | Английское название                       | Русское название                                          | Ссылки |
| - | -------------------- | --------------------------------------------------------------------------------------------- | ----------------------------------------- | --------------------------------------------------------- | ------ |
| 1 | 2 октября 2006 года  | 工藤新一への挑戦状 (Kudo Shinichi he no Chosenjo)                                             | The Letter of Challenge                   | Письмо-вызов для Синъити Кудо                             |        |
| 2 | 17 декабря 2007 года | 工藤新一の復活!〜黒の組織との対決 (Kudo Shinichi no Fukkatsu! Kuro no Soshiki to no Taiketsu) | Confrontation with the Men in Black       | Возвращение Синъити Кудо! Разборки с Черной Организацией! |        |
| 3 | 15 апреля 2011 года  | 工藤新一への挑戦状～怪鳥伝説の謎～ (Kudo Shinichi he no Chosenjo: Kaitori Densetsu no Nazo)   | The Mystery of the Legendary Monster Bird | Вызов Синъити Кудо — Загадка таинственной птицы-легенды   |        |
| 4 | 12 апреля 2012 года  | 工藤新一京都新撰組殺人事件 (Kudō Shin’ichi Kyōto Shinsengumi Satsujin Jiken)                  | Kyoto Shinsengumi Murder Case             | Синъити Кудо и дело об убийстве синсэнгуми из Киото       |        |

#### Сериал
| #  | Дата показа                     | Оригинальное название | Английское название | Русское название   | Ссылки |
| -- | ------------------------------- | --- | --- | ------------------ | ------ |
| 0  | 7 июля по 29 сентября 2011 года | 工藤新一への挑戦状 (Kudo Shinichi he no Chosenjo) | Challenge to Kudo Shinichi                                                                                                  | Вызов Синъити Кудо |        |
| 1  | 7 июля 2011 года                | コナンになる前の高校生探偵が、不倫殺人の謎を暴く! (Conan ni naru mae no Koukousei Tantei ga, Furin Satsujin no Nazo o abaku!)                         | The High School Detective Before Becoming Conan, Uncovering the Mystery of the Murder!                                      |                    |        |
| 2  | 14 июля 2011 года               | 生放送で起きた密室殺人! 超能力者の呪われた秘密を暴けく! (Namahousou de oki ta Misshitsu Satsujin! Chou Nouryoku Sha no Norowa Re Ta Himitsu o abake)  | Locked Room Murder on Live Broadcast! Exposing the Secret Curse                                                             |                    |        |
| 3  | 21 июля 2011 года               | 密室法廷で起きた殺人事件! ホステス殺害トリックを暴けく! (Misshitsu Hōtei de Okita Satsujin Jiken! Hosutesu Satsugai torikku o Abake)                  | Murder Case that Happened in a Locked Court Room! Revealing the Murder Trick to Kill the Hostess                            |                    |        |
| 4  | 28 июля 2011 года               | 完全犯罪! 結婚式で殺人予告、密室毒殺トリックの謎を暴け! (Kanzen Hanzai! Kekkonshiki de Satsujin Yokoku, Misshitsu Dokusatsu Torikku no Nazo o Abake!) | Perfect Crime! Murder Notice during a Wedding, Exposing the Mystery of the Locked Room Poisoning!                           |                    |        |
| 5  | 4 августа 2011 года             | 記憶を消した女優の華麗なる殺人トリック 避暑地での完全犯罪 (Kioku o Keshita Joyū no Kareinaru Satsujin Torikku Hisho-chi de no Kanzen Hanzai)          | Perfect Crime When Preventing the Summer Heat, Great Murder Trick of the Actress Who Erased Her Memory                      |                    |        |
| 6  | 11 августа 2011 года            | 美女20人の華麗なる殺しのキス! 殺人方程式に隠された殺意! (Bijo 20-nin no Kareinaru Koroshi no Kisu! Satsujin Hōteishiki Ni Kakusa Reta Satsui!)        | Splendid Murder of the Kisses From the Twenty Beauties! Murderous Intent Hidden in the Murder Equation!                     |                    |        |
| 7  | 18 августа 2011 года            | 血ぬられた骨肉の遺産相続殺人! 誘拐トリックのナゾを暴け! (Chi Nura Reta Kotsuniku no Isan Sōzoku Satsujin! Yūkai Torikku no Nazo o Abake!)             | The Blood Painted Bone Murder for Inheritance! Revealing the Mystery of the Kidnapping Trick!                               |                    |        |
| 8  | 25 августа 2011 года            | 女の意地、痴漢犯への復讐!監視カメラに秘めた殺人トリック (On'na no Iji, Chikan-han e no Fukushū! Kanshi Kamera ni Himeta Satsujin Torikku)             | Stubborn Girl, revenge on Molestation Crime! Murder Trick Hidden in the Surveillance Camera.                                |                    |        |
| 9  | 1 сентября 2011 года            | 服部平次と密室殺人見えない凶器のナゾ! 東西探偵推理バトル (Hattori Heiji to Misshitsu Satsujin Mienai Kyōki no Nazo! Tōzai Tantei Suiri Batoru)        | Heiji Hattori and the Mystery of the Hidden Locked Room Murder Weapon! The Reasoning Battle of the East and West Detectives |                    |        |
| 10 | 8 сентября 2011 года            | 200キロを瞬間移動した死体の謎! 悪女の完全犯罪計画を暴け (200 Kiro o Shunkan Idō Shita Shitai no Nazo! Akujo no Kanzen Hanzai Keikaku o Abake)         | The Mystery of the Corpse That Teleported 200KM! Revealing the Wicked Woman's Perfect Crime                                 |                    |        |
| 11 | 15 сентября 2011 года           | キスは殺しの理由、20年後の復讐殺人! 完璧なアリバイの謎 (Kisu wa Koroshi no Riyū, 20-nen-go no Fukushū Satsujin! Kanpekina Aribai no Nazo)             | Kiss Is the Reason for Killing, Murder for revenge After 20 Years! Mystery of a Perfect Alibi                               |                    |        |
| 12 | 22 сентября 2011 года           | 私が殺しました! 3人の単独犯? 偽装殺人の謎を暴け! (Watashi ga Koroshimashita! 3-Nin no Tandoku-han? Gisō Satsujin no Nazo o Abake!)                    | I have killed! Three Lone Murderers? Revealing the Disguise of the Murder Mystery!                                          |                    |        |
| 13 | 29 сентября 2011 года           | 蘭死す! 真犯人が天才探偵へ最後の挑戦 白い部屋の謎を暴け (Ran shisu! Shinhan'nin ga Tensai Tantei e Saigo no Chōsen Shiroi Heya no Nazo o Abake)       | Ran's Death! Genius Detective Revealing the Last Mystery of the True Criminal's White Room Challenge                        |                    |        |

### Другая связанная продукция
В честь 50-летнего юбилея журналов Weekly Shōnen Sunday и Weekly Shōnen Magazine совместными усилиями редакций была начата публикация объединённых глав из манг Detective Conan и Kindaichi Case Files, которая продолжалась с 10 апреля по 25 сентября 2008 года.
Издательство Shogakukan также занималось публикацией книг, созданных на основе оригинальной серии. 50 томов серии кинокомиксов было опубликовано в Японии с июня 1996 года по август 2000 года; сюжет покрывает первые 143 серии аниме, хотя часть серий была пропущена. Другая серия комиксов 5 Important Documents (яп. 5重要書類 5 Дзю:ё: Сёруй), состоящая из пяти частей, публиковалась с июля 2001 года по январь 2002 года; её сюжет охватывает серии со 162-й по 219-ю. С июня 1997 года по апрель 2009 года вышло в свет 13 официальных справочников. Издательство Shogakukan также выпускало романы, дайджесты, учебники и сборники головоломок, созданные по мотивам произведения.
29 июня 2005 года компания Score Entertainment издала карточную игру Case Closed Trading Card Game на территории США. Игра включает в себя три колоды карт, которые игроки приобретают и коллекционируют. Каждая карта представляет персонажа, событие и объект из Detective Conan и при выполнении определённых условий используется игроками для разрешения дел. Некоторые карты используются для запутывания соперников. Неофициальный справочник на английском языке под названием The Case Closed Casebook: An Essential Guide был опубликован DH Publishing Inc. 25 марта 2008 года.

## Признание

### Продажи и награды
Продажи манги Detective Conan на территории Японии составили более 120 млн томов; отдельные тома часто фигурировали в списках бестселлеров среди манги. В 2001 году произведение завоевало 46-ю премию манги Shogakukan в категории «сёнэн», а пользовательским онлайн-голосованием оно вошло в число манг, продолжение публикации которых является желательным для читателей. Первый том Detective Conan с момента публикации трижды попадал в десятку наиболее продаваемых манг, он же появился в рейтинговом листе компании Diamond Comic Distributors. Последующие тома фигурировали в списках бестселлеров по версии издания New York Times. Во Франции манга была номинирована на премию Angoulême Festival Graphic Novel в категории японских произведений. В 2010 году манга заняла место в списке наиболее продолжительных произведений по версии About.com в категории Best Underappreciated Gem: Shonen.
Аниме-адаптация также приобрела популярность в Японии и несколько раз занимала места в рейтингах японского телевидения. По результатам опросов, опубликованных в аниме-журнале Animage, с 1996 по 2001 года аниме появлялось в двадцатке лучших. Оно также фигурировало в списке 100 лучших аниме, продемонстрированных по TV Asahi в 2005—2006 годах. Сериал завоевал популярность также в Китае; в 2004 году он часто демонстрировался по телевидению. Некоторые фильмы франшизы номинировались на различные японские награды. Девятый фильм был номинирован на пятую премию Annual Tokyo Anime Awards, а следующие пять фильмов номинировались на премию Японской академии за лучший анимационный фильм года.

### Влияние
В 2006 году японское правительство использовало произведения о Конане для осведомления детей о возможных преступлениях. Министерство иностранных дел Японии также использовало данную франшизу для написания двух брошюр; в одной из них излагались задачи министерства, а другая была посвящена 34-му саммиту G8. Несколько персонажей из сериала были изображены на памятных марках, выпущенных японской государственной компанией Japan Post в 2006 году. В честь Госё Аоямы в его родном посёлке Хокуэй был открыт музей его творчества, а также установлены бронзовые статуи придуманных им персонажей.

## Отзывы и критика
В США манга Case Closed манга получила хвалебные отзывы рецензента Mania.com Эдуардо М. Чавеса и А. Е. Сперроу из IGN за свой сюжет. Сперроу посчитал, что стилистика сериала является серединой между Скуби-Ду и Шерлоком Холмсом, а Чавес счёл, что манга подойдёт читателям всех возрастов.
Мелисса Стерненберг в обзоре THEM Anime положительно отозвалась об анимации и сюжетной линии. Обозреватели ActiveAnime прокомментировали, что благодаря комплексному дизайну персонажей и «духу» сериала поклонники детективных шоу останутся довольны. Было также отмечено, что сериал больше подходит для взрослой аудитории. Лори Ланкастер из Mania.com описала Case Closed как «умный сериал, изобилующий тайнами», подчеркнув «странность и привлекательность» каждой загадки. Крис Вятт из IGN положительно оценил манеру постороения детективных дел, сравнив произведение со схемой «закрытой комнаты» из произведений Агаты Кристи. Он описал сериал так: «Инспектор Гаджет пересекается с Законом и порядком в стиле аниме». Его коллега Харрис, напротив, выразил неудовлетворение часто повторяющимися элементами и используемыми Конаном способами скрыть свою истинную личность от окружающих.

### Case Closed
В США дублированная версия сериала была отрицательно воспринята прессой из-за внесённых изменений, направленных на подстройку под американскую аудиторию. Джеффри Харрис посчитал бессмысленным изменение имён персонажей, а Карл Кимлинджер из Anime News Network сообщил, что корректировки в отсылках к японской культуре, которые имеют связь с загадками и их решениями, противоречат здравому смыслу. Озвучка персонажей была встречена противоречивым отзывом обозревателя Anime News Network Карло Сантоса; он выразил мнение, что хотя основные персонажи разговаривают как «настоящие люди», второстепенные «напоминают карикатуры».